# Paninaro
«Paninaro» — песня британской поп-группы Pet Shop Boys.

## Первая версия

### Происхождение
Песня названа в честь молодежной субкультуры, существовавшей в Италии 80-х годов и известной под названием «paninari». Название произошло от слова «panino», так по-итальянски называется сэндвич. Молодые люди, относящиеся к этой субкультуре, были известны тем, что собирались в первых фаст-фудах, где подавали сэндвичи, предпочитали дизайнерскую одежду и поп-музыку 80-х годов.
Первая версия песни является би-сайдом к синглу «Suburbia», она была записана в 1986 году и стала первой песней дуэта, лидирующий вокал в которой принадлежал Крису Лоу (Теннант исполнял припев). В Италии композиция вышла синглом, и на неё был снят клип. В Великобритании сингл достиг 54-го места.
В середине песни были вставлены слова Криса Лоу из интервью группы телепрограмме «Entertainment Tonight»:

I don’t like country and western. I don’t like rock music, I don’t like rockabilly or rock and roll particularly. I don’t like much, really, do I? But what I do like, I love passionately.

### Список композиций
12" IT (EMI)
1. «Paninaro» (Italian Remix) [12" Remix] (8:40)
2. «Paninaro» (Ian Levine Mix) (9:43)

## Paninaro’95

### История появления
В 1995 году «Paninaro» была перезаписана, новая версия получила название «Paninaro’95» и вышла синглом, который достиг 15-го места в Великобритании. Из песни была убрана цитата из интервью, но добавлен речитатив. Вокал также принадлежал Крису Лоу, припев исполнял Теннант.
Би-сайдом этого сингла стала песня группы Blur «Girls And Boys», исполненная Pet Shop Boys на концерте в Рио-де-Жанейро в 1995 году. Ранее дуэт делал ремиксы на эту песню.
В клипе, снятом к «Paninaro’95», чётко прослеживаются гомосексуальные мотивы (вокалист Pet Shop Boys Нил Теннант является открытым геем).

### Список композиций
CD 1 (UK)
1. «Paninaro’95» (Extended Mix) (7:30)
2. «Paninaro’95» (Tin Tin Out Mix) (7:47)
3. «Paninaro’95» (Tracy’s 12" Mix) (8:30)
4. «Paninaro’95» (Sharon’s Sexy Boyz Dub) (5:47)
5. «Paninaro’95» (Angel Moraes Deep Dance Mix) (10:39)

CD 2 (UK)
1. «Paninaro’95» (4:10)
2. «In The Night» (4:50)
3. «Girls And Boys» (Live In Rio) (5:04)
4. «Paninaro’95» (Extended Mix) (7:30)

12" #1 (UK)'
1. «Paninaro’95» (Tracy’s 12" Mix) (8:30)
2. «Paninaro’95» (Sharon’s Sexy Boyz Dub) (5:47)
3. «Paninaro’95» (Tin Tin Out Mix) (7:47)
4. «Paninaro’95» (Extended Mix) (7:30)

12" #2 (UK)
1. «Paninaro’95» (Angel Moraes Deep Dance Mix) (10:39)
2. «Paninaro’95» (Angel Moraes Girls Boys In Dub) (11:57)
3. «Paninaro’95» (Angel Moraes The Hot N Spacy Dub) (9:35)

## Высшие позиции в чартах
| Страна                         | Высшая позиция |
| ------------------------------ | -------------- |
| Израиль                        | 1              |
| Финляндия                      | 5              |
| Великобритания                 | 15             |
| Швеция                         | 24             |
| Австралия                      | 30             |
| Нидерланды                     | 37             |
| Германия                       | 39             |
| США (чарт Hot Dance Club Play) | 4              |

## Кавер-версии
В 2011 году Митя Фомин исполнил русскую версию песни под названием «Огни большого города».